# Samson (Rameau)
Pour les articles homonymes, voir Samson (homonymie).

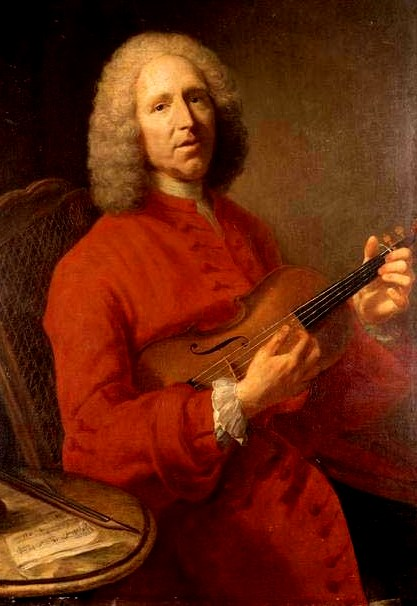
Jean-Philippe Rameau

Samson est une tragédie lyrique en cinq actes et un Prologue, opéra inspiré de la Bible, composée par Jean-Philippe Rameau à partir de 1733 sur un livret de Voltaire, jamais représenté, victime de la Censure qui en interdit la publication par deux fois, en 1734 puis en 1736 ce qui entraina l'abandon du projet et la disparition de la partition. Voltaire, à l'origine de l'œuvre, avait convaincu Rameau de moderniser l'opéra français en réduisant les ballets et autres distractions, pour se concentrer sur l'intrigue et le fil dramatique, en privilégiant les arias, les duos, les ensembles et en limitant les récitatifs au strict nécessaire. Ce Samson suivait ces recommandations mais n'évita pas la Censure pour « mélange du sacré et du profane » , problème fréquemment rencontré par les récits basés sur la Bible. Le Livret a été publié par Voltaire.
Des morceaux de la partition ont néanmoins été réutilisés dans diverses œuvres postérieures telles que Les Indes Galantes, l’acte des Incas (1735), Castor et Pollux (1737), Les Fêtes d'Hébé (1739), Zoroastre (1749).
La collaboration de Rameau et Voltaire aboutira en 1745 dans deux œuvres d'inspiration bien différente : Le Temple de la Gloire et La Princesse de Navarre.
En 2024, à l'occasion de sa soixante-seizième édition, le Festival d'Aix-en-Provence, se lance dans une reconstitution de Samson, opéra perdu. La collaboration entre le chef d'orchestre Raphaël Pichon et le metteur en scène Claus Guth, a pour objectif en représentant ce Samson, « non pas d'en reconstituer la lettre mais d'en recréer l’esprit ». Dans un entretien Raphaël Pichon cite les propos de Voltaire à Rameau, révélant le fond de ses intentions politiques « Je vous propose que nous fassions la révolution ensemble, car l'opéra s'est perdu aujourd'hui dans les couloirs du divertissement. Il doit nous permettre de lire le monde, de poser des grandes questions. ». Pour Raphaël Pichon, c'est la raison essentielle de la Censure qui frappe l'oeuvre, notamment « les derniers vers de l'acte III du livret originel : Peuple, lève-toi. Peuple, éveille toi. Peuple, romps tes fers. Combats pour ta liberté. ».
La Première de ce spectacle, un Samson reconstruit, a lieu le 4 juillet 2024 au Théâtre de l'Archevêché à Aix-en-Provence. La conception musicale est assurée par Raphaël Pichon, le concept et le scénario sont écrits par Claus Guth avec la collaboration de Eddy Garaudel sous le contrôle de la dramaturge Yvonne Gebauer.

## Personnages
Les personnages de Samson sont :  la Volupté, Plaisirs et Amours, Bacchus, Hercule, la Vertu, Suivants de la Vertu (prologue) ; Samson, Dalila, le Roi des Philistins, le Grand-Prêtre.
Le personnage de Samson avait été composé par Rameau pour une Basse-taille (un baryton aujourd'hui).

## Rôles, tessitures et interprètes de la Première du Samson reconstitué[9]
| Rôles                   | Tessiture       | Distribution de la Première, 5 juillet 2024 Direction musicale : Raphaël Pichon |
| ----------------------- | --------------- | ------------------------------------------------------------------------------- |
| Samson                  | baryton         | Jarrett Ott                                                                     |
| Dalila                  | Soprano         | Jacquelyn Stucker                                                               |
| Timna                   | Mezzo Soprano   | Lea Desandre                                                                    |
| Aschich                 | Basse chantante | Nahuel di Pierro                                                                |
| Elon                    | Ténor           | Laurence Kilsby                                                                 |
| L'Ange                  | Soprano         | Julie Roset                                                                     |
| Premier Juge/Un convive | Ténor           | Antonin Rondepierre                                                             |
| La Mère de Samson       | Rôle parlé      | Andrea Ferreol                                                                  |
| Samson jeune            | Ténor           | Gabriel Coullaud-Rosseel                                                        |
| Un sans-abri            | rôle parlé      | Pascal Lifschutz                                                                |

- DANSEUSES ET DANSEURS : Gal Fefferman, Theo Emil Krausz, Victoria McConnell, Manuel Meza, Rouven Pabst, Francesco Pacelli, Dan Pelleg, Marion Plantey, Evie Poaros, Robin Rohrmann, Victor Villarreal, Marko Weigert
- FIGURANTS : Alexandre Charlet, Arnaud Fiore, Jacky Kumanovic
- CHŒUR ET ORCHESTRE : Pygmalion

## Argument

### Prologue
Tandis que Bacchus et Hercule fêtent la Volupté, la Vertu arrive et parle de Samson, héros partagé entre son propre pouvoir et celui de l’Amour.

### Acte 1
Le peuple des Israélites s'est rassemblé sur le bord du fleuve Adonis pour pleurer leur triste situation de captifs alors que le grand-prêtre des Idoles leur abjure de renoncer à leur Dieu et que Samson appelle ses compagnons à la révolte, renversant lui-même les autels païens.

### Acte 2
Au Palais, un Philistin annonce au roi que la révolte des Israélites menée par Samson menace la demeure royale vers laquelle la foule se dirige. Samson se prétend envoyé de Dieu et pour le prouver au roi, il fait jaillir des fontaines et provoque la foudre. Les Hébreux célèbrent leur victoire tandis que le roi hésite.

### Acte 3
L’oracle consulté, annonce au roi que seul l’amour pourra vaincre Samson. Dalila est alors chargée de le séduire, le réveille et le charme. Mais elle tombe à son tour amoureuse de Samson.

### Acte 4
Le grand-prêtre demande à Dalila de percer le secret qui rend Samson invincible. Elle cherche secours auprès de l'Amour et demande Samson en mariage, proposition que Samson accepte alors qu'apparait le temple de Vénus. Dalila parvient à obtenir de Samson qu'il lui livre son secret et, tandis que le tonnerre rugit, les Philistins s'emparent de Samson. Dalila, désespérée, veut le rejoindre dans la mort.

### Acte 5
Samson est emprisonné quand il apprend la mort de Dalila. Il prétend avoir des révélations à faire au roi qui se moque de lui, fait sortir les Hébreux et ébranle le temple en écartant les colonnes. Le temple s'effondre.